# Ибрагимов, Гасан Новрузали оглы
Гасан Новрузали оглы Ибрагимов (азерб. Həsən Novruzəli oğlu İbrahimov; 1927, Ленкоранский уезд, Азербайджанская ССР — ?) — советский азербайджанский животновод, лауреат государственной премии СССР (1987). Заслуженный животновод Азербайджанской ССР, заслуженный работник сельского хозяйства Азербайджана (2011).

## Биография
Родился в 1927 году в Ленкоранском уезде Азербайджанской ССР (ныне Астаринский район).
Трудился в сельскохозяйственных артелях, с 1960-х годов — бригадир животноводческой фермы совхоза имени 50-летия Азербайджанской ССР Астаринского района республики.
Под руководством Ибрагимова животноводческий комплекс при совхозе достигал высоких показателей в выполнении планов по продаже государству сельскохозяйственной продукции. Гасан Ибрагимов, возглавив ферму при совхозе, выдвинул ряд рационализаторских предложений и с помощью специалистов в области зоотехники подготовил программу по преобразованию убыточного хозяйства в рентабельное. Среди мер, принятых для усовершенствования работы животноводческого хозяйства, важное место заняли строительство новых зданий фермы и капитальный ремонт старых, комплексная механизация и последующий переход на поточно-цеховую систему, разделение скота по возрастным группам с утверждением кормовых норм в соответствии с возрастом скота, приобретение более 150 породистых голов скота, утверждение единого наряда для рабочих фермы, а также увеличение площадей под посев многолетних кормовых культур. Результатом проведенных мероприятий стали увеличение среднего веса продаваемого скота до 420 кг, увеличение надоев до цифры в свыше 4 тысяч килограмм молока с коровы. Важное место также заняли мероприятия по кормозаготовке — так в 1987 году рабочие комплекса под руководством Ибрагимова заготовили к грядущей зиме кормов на 2 года вперед.
Постановлением ЦК КПСС и Совета Министров СССР от 7 ноября 1987 года, за большой личный вклад в увеличение производства и повышение качества животноводческой продукции Ибрагимову Гасану Новрузали оглы присуждена Государственная премия СССР.
Активно участвовал в общественно-политической жизни района. Состоял в КПСС, многократно избирался депутатом Астаринского районного совета, членом бюро районного партийного комитета. После обретения Азербайджаном независимости вступил в партию «Новый Азербайджан», возглавлял Совет аксакалов партии.